# Jakob Fogelin
Carl Jacob Fogelin, född 28 juli 1821 i Mariestads församling, Skaraborgs län, död 24 mars 1899 i Breviks församling, Skaraborgs län, var en svensk kommunalordförande, godsägare och riksdagsman.
Fogelin var ägare till godset Hintzegården i Skaraborgs län. Som riksdagsman var han ledamot av första kammaren 1879–1886, invald i Skaraborgs läns valkrets.